# Kanton Aigueperse
Kanton Aigueperse (fr. Canton d'Aigueperse) je francouzský kanton v departementu Puy-de-Dôme v regionu Auvergne. Tvoří ho 12 obcí.

## Obce kantonu
- Aigueperse
- Artonne
- Aubiat
- Bussières-et-Pruns
- Chaptuzat
- Effiat
- Montpensier
- Saint-Agoulin
- Saint-Genès-du-Retz
- Sardon
- Thuret
- Vensat